# Freek van der Gijp
Frederik (Freek) van der Gijp (Dordrecht, 10 september 1919 – aldaar, 19 april 2006) was een Nederlands voetballer en voetbaltrainer.

## Biografie
Freek van der Gijp was de oudste van vier voetballende broers. Hij vormde samen met zijn broers Cor, Janus en Wim van der Gijp een legendarische voorhoede bij Emma waar ook neef Jur speelde. Freek van der Gijp was aanvoerder van het team. Met SC Emma werd hij in 1949 winnaar van de Zilveren Bal, nadat Eindhoven met 3–0 verslagen werd. In 1955, een jaar na de invoering van betaald voetbal in Nederland, zag hij zijn broers Cor en Wim vertrekken naar respectievelijk Feijenoord en Sparta. Freek van der Gijp besloot een ander pad te bewandelen. Hij beëindigde zijn actieve carrière na meer dan 400 wedstrijden voor SC Emma en werd trainer bij het Haagse VUC. In 1956 was hij promotor voor het zaalvoetbal en nam hij, als lid van een oefenmeestersteam, deel aan het eerste zaalvoetbaltoernooi van Nederland.
Als trainer was Van der Gijp twee periodes van vijf jaar, van 1955 tot 1960 en van 1962 tot 1967, actief bij VUC in Den Haag. In 1967 stapte hij over naar RFC Rotterdam. Hier bleef hij twee jaar voor hij trainer werd van PFC uit Geervliet. Een jaar later werd hij trainer van VCW uit Wagenberg, dat het seizoen ervoor promoveerde naar de Eerste klasse. In zijn eerste jaar wist hij de club te behoeden voor degradatie, maar in het seizoen 1971/72 kon degradatie niet meer worden afgewend. Van der Gijp stapte hierop over naar Spartaan'20 uit Rotterdam, dat eveneens in de tweede klasse speelde en het seizoen ervoor ternauwernood degradatie wist te ontlopen. Van der Gijp oogstte lof met de wijze waarop hij het team weer snel draaiend kreeg. Spartaan'20 speelde drie seizoenen in de subtop van de tweede klasse, maar wist niet te promoveren. In de tweede helft van het seizoen 1974/75 kampte Van der Gijp met een liesbreuk, waardoor de club een periode zonder trainer zat en uiteindelijk weer promotie misliep. Die zomer werd hij vervangen door Piet de Wolf. Hierna trok hij zich terug uit het voetbal en het openbare leven.
Van der Gijp overleed op 86-jarige leeftijd in zijn geboortestad Dordrecht.

## Carrièrestatistieken
| Seizoen         | Club            | Land            | Competitie                   | Competitie | Competitie | Beker | Beker | Internationaal | Internationaal | Overig | Overig | Totaal | Totaal |
| Seizoen         | Club            | Land            | Competitie                   | Wed.       | Dlp.       | Wed.  | Dlp.  | Wed.           | Dlp.           | Wed.   | Dlp.   | Wed.   | Dlp.   |
| --------------- | --------------- | --------------- | ---------------------------- | ---------- | ---------- | ----- | ----- | -------------- | -------------- | ------ | ------ | ------ | ------ |
| 1954/55         | Emma            | Nederland       | Eerste klasse D (Afgebroken) | 9          | 1          | –     | –     | –              | –              | 0      | 0      | 9      | 1      |
| 1954/55         | Emma            | Nederland       | Eerste klasse A              | –          | 10         | –     | –     | –              | –              | 0      | 0      | –      | 10     |
| Carrière totaal | Carrière totaal | Carrière totaal | Carrière totaal              | –          | 10         | 0     | 0     | 0              | 0              | 0      | 0      | –      | 10     |